# Vértice geodésico San Bartolomé
41°41′50.5″N 3°38′49.0″O / 41.697361, -3.646944

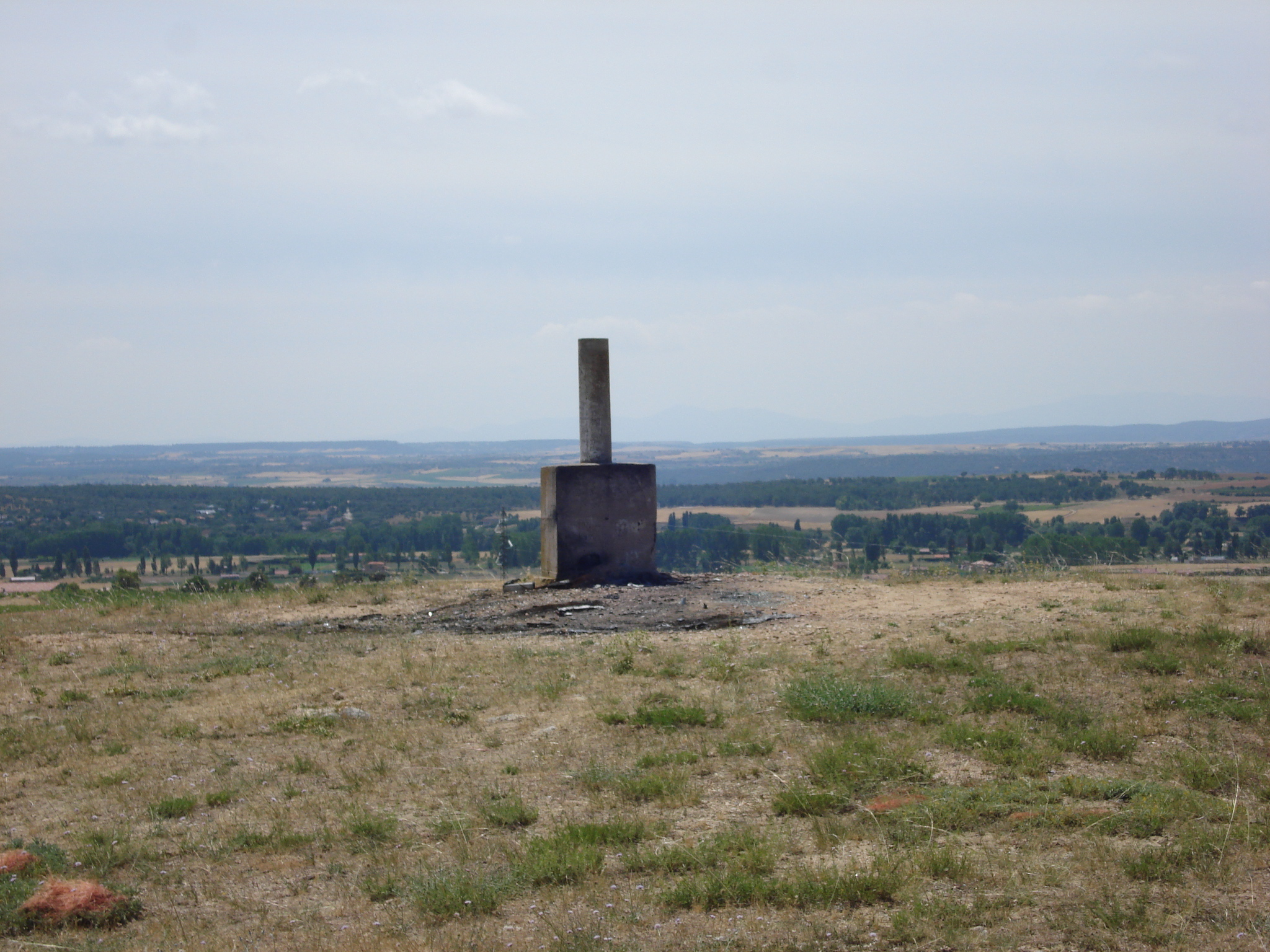
Vértice geodésico San Bartolomé.

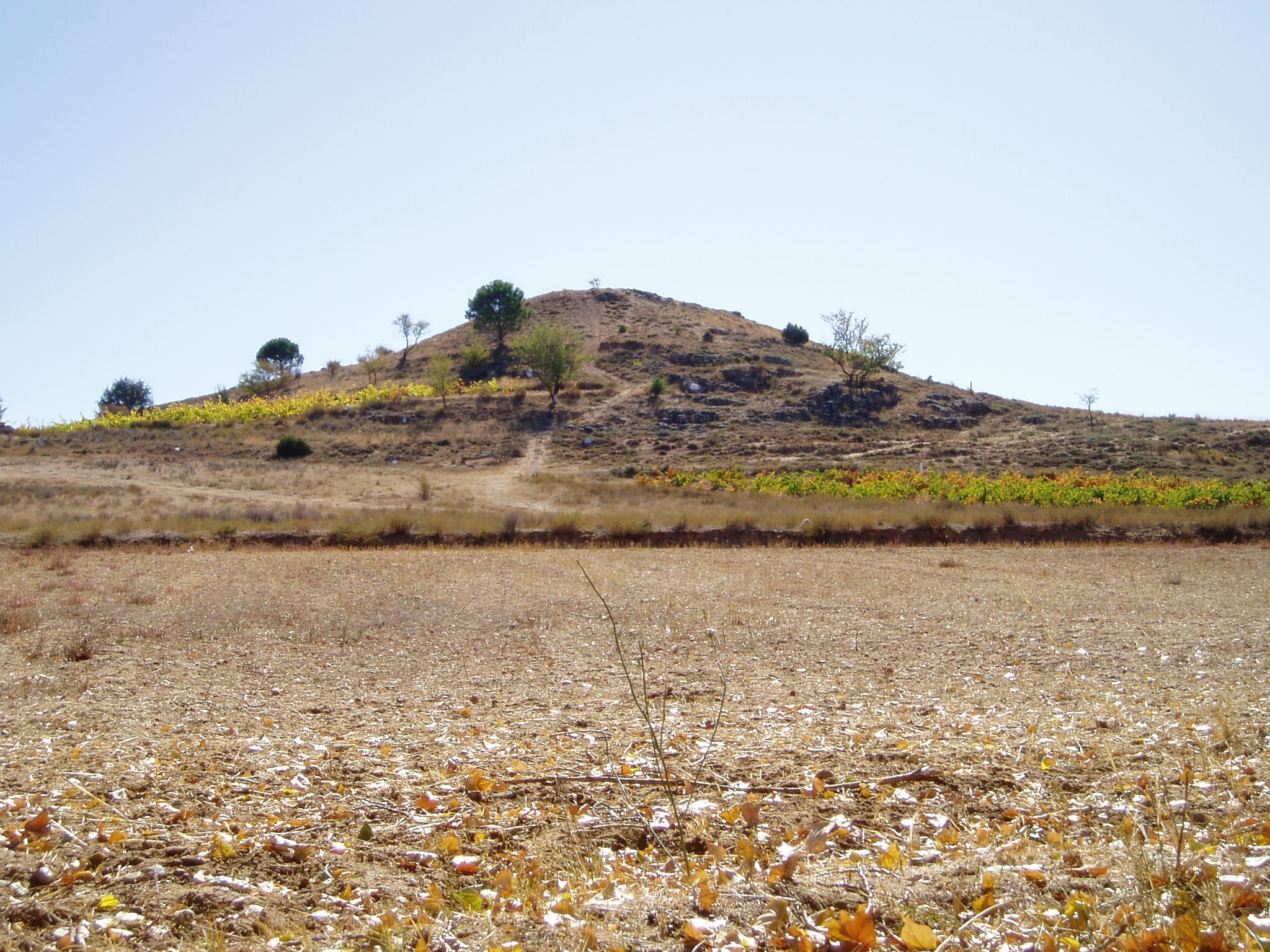
Vértice geodésico San Bartolomé.

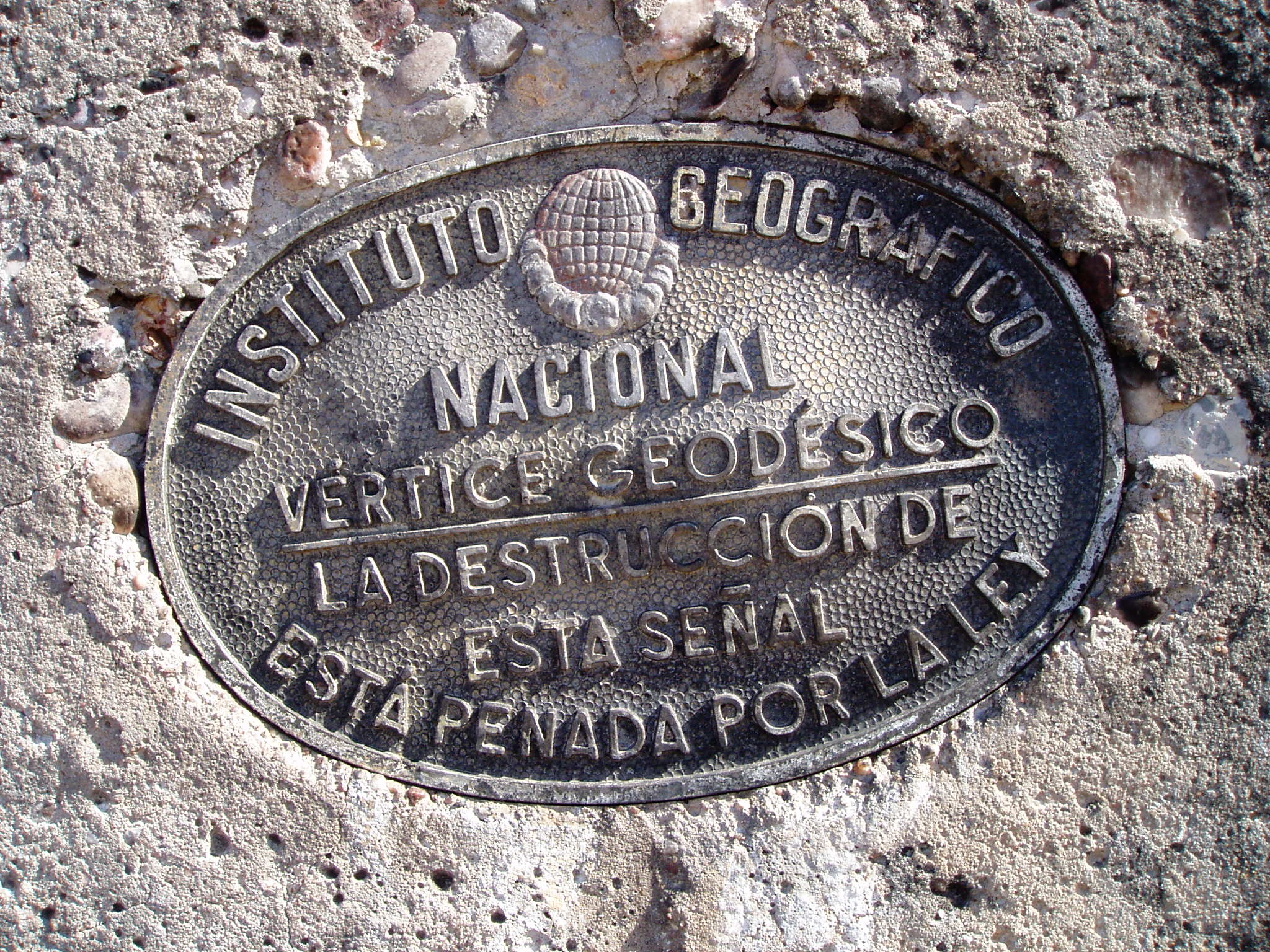
Placa situada en la cima del vértice.

El vértice geodésico San Bartolomé se trata de un punto geográfico situado a la altura del municipio burgales de Sinovas. Se construyó el 1 de enero de 1987, su pilar central tiene 30 cm de diámetro y mide 1,20 m de alto. Su último cuerpo mide 1,00 m de largo y 1,00 m de ancho.

## Coordenadas UTM. Huso 30
- X- 446164,430 m

- Y- 4616459,180 m

- Factor Escala- 0,999635662

- Convergencia- - 0° 25' 49,32055

## Acceso
Se puede acceder por la carretera provincial BU-910 en el kilómetro 3,7 aproximadamente hasta llegar a un camino que conduce a un puente sobre el Río Bañuelos y después continuar por un pequeño pinar.

## Curiosidades
Desde este punto se pueden observar el sistema montañoso de Somosierra, (que se encuentra situado aproximadamente a 70 km de allí), el castillo de Peñaranda de Duero (situado a 16 km aproximadamente) y una pequeña parte de la Sierra de Ayllón.